# محمدجعفر یاحقی
محمّدجعفر یاحقّی (زادهٔ ۱۳۲۶ در فردوس) پژوهشگر و نویسندهٔ ایرانی، استاد زبان و ادبیات فارسی در دانشگاه فردوسی مشهد، عضو پیوستهٔ شورای فرهنگستان زبان و ادب فارسی و مدیر قطب علمی فردوسی‌شناسی و ادبیات خراسان در دانشگاه فردوسی مشهد است.

## زندگی
یاحقّی در سال ۱۳۲۶ در محلّهٔ سردشت فردوس به‌دنیا آمد. وی تحصیلات ابتدایی و متوسطه خود را در شهر فردوس گذراند. در سال ۱۳۴۵، به قصد ادامهٔ تحصیل به مشهد رفت و در سال ۱۳۴۶ با رتبهٔ اوّل در کنکور رشتهٔ زبان و ادبیات فارسی در دانشگاه فردوسی مشهد پذیرفته شد. پس از اتمام دوره لیسانس، در سال ۱۳۵۰ به‌عنوان رتبه اوّل در کنکور فوق لیسانس زبان و ادبیات فارسی دانشگاه مشهد پذیرفته شد. وی در سال ۱۳۵۴ با درجهٔ ممتاز از پایان‌نامهٔ خود دفاع کرد و به پیشنهاد غلامحسین یوسفی به عنوان مربی در بخش زبان وادبیات فارسی دانشگاه فردوسی استخدام شد. در همان زمان وی در دورهٔ دکتری زبان وادبیات فارسی دانشگاه تهران با رتبهٔ اوّل پذیرفته شده و هم‌زمان با تدریس در دانشگاه فردوسی، در دورهٔ دکتری دانشگاه تهران به تحصیل پرداخت. وی در سال ۱۳۵۹ از پایان‌نامهٔ دکتری خود در دانشگاه تهران با درجهٔ ممتاز دفاع کرد. در سال ۱۳۶۷ دانشیار شد و در سال۱۳۷۲ به مرتبهٔ استادی ادبیات فارسی ارتقا یافت. یاحقی از دی ماه ۱۳۸۱ مدیریت قطب علمی فردوسی‌شناسی وادبیات خراسان را به‌عهده گرفت.

## برخی از فعالیت‌های علمی ـ اجرایی
- عضو پیوسته فرهنگستان زبان و ادب فارسی از اردیبهشت ۱۳۸۸
- تألیف، تصحیح و ترجمه بیش از ۴۲ عنوان کتاب و نگارش بیش از ۲۶۰ مقاله
- عضویت در شورای عالی گسترش زبان فارسی در خارج از کشور
- عضویت در هیئت ممیزه دانشگاه فردوسی مشهد
- عضویت در هیئت مدیره انجمن ترویج زبان و ادب فارسی
- ریاست هیئت مدیره و مدیر عامل مؤسسه فرهنگی فرهنگسرای فردوسی[۳]
- عضویت در هیئت مؤسس مجمع مشهدپژوهان
- مدیریت مرکز پژوهش‌های آسیای مرکزی دانشگاه فردوسی مشهد[۲]
- عضویت در هیئت تحریریه ۵ مجله علمی، پژوهشی داخلی ودو مجله خارجی به شرح زیر:

1. مجله علوم انسانی و اجتماعی دانشگاه شیراز
2. نشریه دانشکده ادبیات و علوم انسانی دانشگاه شهید باهنر کرمان
3. مجله دانشکده ادبیات و علوم انسانی دانشکده ادبیات و علوم انسانی دانشگاه فردوسی مشهد
4. مجله گوهر گویا وابسته به انجمن ترویج زبان و ادب فارسی
5. مجله نامه پارسی وابسته به شورای گسترش زبان و ادب فارسی
6. فصلنامه رودکی وابسته به رایزنی جمهوری اسلامی ایران در تاجیکستان
7. مجله کمند کویته پاکستان

## سفرهای علمی
- عزیمت به انگلستان برای استفاده از فرصت مطالعاتی در دانشگاه کمبریج به مدت یک سال، ۱۳۶۴
- عزیمت به چین برای آشنایی با بخش ایران‌شناسی دانشگاه پکن به مدت سه هفته، ۱۳۶۶–۱۳۶۵
- عزیمت به آکسفورد برای استفاده از کتابخانه بادلیان به مدت یک ماه، ۱۳۶۷
- عزیمت به ژاپن به دعوت دانشگاه مطالعات خارجی توکیو برای تدریس زبان وادبیات فارسی به مدت یک سال، ۱۳۶۹
- عزیمت به انگلستان به دعوت دانشگاه لندن برای تدریس زبان وادبیات ۱۳۸۱–۱۳۷۸
- عزیمت به ایالات متحده آمریکا به دعوت دانشگاه کالیفرنیا برای ارائه سخنرانی در همایش «شاهنامه؛ حماسه ملی ایران» به مدت یک ماه و دیدار از دانشگاه‌های: کالیفرنیا، استنفورد، واشینگتن جرج تاون و پرینستون؛ از ۲۷ اردیبهشت تا ۲۹ خرداد ۱۳۸۹
- عزیمت به سوئد به دعوت دانشگاه اوپسالا برای شرکت در کنفرانس بین‌المللی هزاره شاهنامه اکتبر ۲۰۱۱

او همچنین در ۲۵ کنفرانس و کنگرهٔ بین‌المللی خارجی در کشورهای: انگلستان (۲ بار)، کانادا (۲ بار)، چین، دانمارک، ایتالیا، مجارستان، تایلند، ترکمنستان، هندوستان (۳ بار)، یونان، قزاقستان (۲ بار)، تاجیکستان (۶ بار)، ارمنستان و سوئد با ارائه مقاله شرکت کرده‌است.

## شاگردان سرشناس
- مهدخت پورخالقی چترودی
- غلامرضا حافظی

## کتاب‌ها
- تفسیر شنقشی، گزاره‌ای از بخشی از قرآن کریم، تهران، بنیاد فرهنگ ایران، ۱۳۵۵
- اقلیم‌های دیگر، مشهد، چاپخانه دانشگاه فردوسی، ۱۳۶۲
- تاریخ سیسیل در دوره اسلامی، اثر عزیز احمد، ترجمه از انگلیسی، با همکاری نقی لطفی، تهران، شرکت انتشارات علمی و فرهنگی، ۱۳۶۲
- راهنمای نگارش و ویرایش، با همکاری دکتر محمدمهدی ناصح، مشهد، مؤسسه چاپ و انتشارات آستان قدس رضوی (به نشر)، چاپ اوّل ۱۳۶۴ (چاپ ۳۳، تاریخ نشر ۱۳۹۸)
- ترجمه قرآن ری، تهران، مؤسسه فرهنگی رواقی، ۱۳۶۴
- روض الجنان و روح الجنان فی تفسیر القرآن (تفسیر ابوالفتوح رازی)، مشهد، با همکاری دکتر محمد مهدی ناصح، بنیاد پژوهش‌های اسلامی آستان قدس رضوی، ۲۰ جلد، ۱۳۶۵ تا ۱۳۷۶ (چاپ سوم، ۱۳۸۳)
- نهایه المسؤول فی روایه الرسول، (تصحیح)، تهران، شرکت انتشارات علمی و فرهنگی، ۱۳۶۶
- تاریخ تفکر اسلامی در هند، اثر عزیز احمد، ترجمه از انگلیسی، با همکاری نقی لطفی، تهران، کیهان- انتشارات علمی و فرهنگی، ۱۳۶۷
- سوگنامه سهراب، تهران، توس، ۱۳۶۸
- سرو و تذرو، از نثاری تونی، (تصحیح)، تهران، سروش، ۱۳۶۸
- فرهنگ اساطیر و اشارات داستانی در ادبیات فارسی، تهران، سروش- مؤسسه مطالعات و تحقیقات فرهنگی، ۱۳۶۹ (چاپ دوم، ۱۳۷۵)
- تاریخ ادبیات ایران، کتاب درسی برای دوره دبیرستان، تهران، وزارت آموزش و پرورش، ۱۳۶۹ تا ۱۳۷۲ (هر سال تجدید چاپ می‌شود)
- بهین نامه باستان، خلاصه شاهنامه فردوسی، مشهد، انتشارات آستان قدس رضوی، ۱۳۶۹ (چاپ پنجم، ۱۳۷۶)
- جزیره بی‌آفتاب، گزارش سفر یک ساله به انگلستان و اروپای غربی، مشهد، چاپخانه دانشگاه فردوسی، ۱۳۷۱
- آن سال‌ها، یادهای کودکی و نوجوانی، دفتر نخستین، مشهد، مؤسسه چاپ و انتشارات آستان قدس رضوی، ۱۳۷۱
- فرهنگنامه قرآنی: فرهنگ برابرهای فارسی واژه‌های قرآن براساس ۱۴۲ قرآن خطی محفوظ در کتابخانه آستان قدس رضوی، مشهد، بنیاد پژوهش‌های آستان قدس رضوی، ۵ جلد، ۱۳۷۲ تا ۱۳۷۶ (چاپ سوم: ۱۳۸۳) (نسخه برخط)[۴]
- فردوس/تون، تاریخ و جغرافیا، با همکاری خدیجه بوذرجمهری، مشهد، مؤسسه چاپ و انتشارات آستان قدس رضوی، ۱۳۷۳
- راهنمای توس و سخنی دربارهٔ فردوسی و شاهنامه، مشهد، انتشارت پاژ، ۱۳۷۳
- دیبای خسروانی، کوتاه شده تاریخ بیهقی، با همکاری مهدی سیدی، تهران، جامی، ۱۳۷۳ (چاپ ششم، ۱۳۸۴)
- چون سبوی تشنه، ادبیات معاصر، تهران، جامی، ۱۳۷۴ (چاپ پنجم، ۱۳۷۷)
- پاژ، زادگاه فردوسی، مشهد، انتشارت پاژ، ۱۳۷۴
- از جیحون تا وخش، گزارش سفر به ماوراءالنهر، با همکاری مهدی سیدی، مشهد، مرکز خراسان‌شناسی، ۱۳۷۸
- جویبار لحظه‌ها، جریان‌های ادبیات معاصر، تهران، جامی، ۱۳۷۸ (چاپ دهم، ۱۳۸۶)
- فرهنگ نام‌آوران خراسان، مشهد، به نشر، ۱۳۸۲
- تاریخ بیهقی، مشهد، انتشارات دانشگاه فردوسی، ۱۳۸۳
- سخن آشنا یادنامه بدیع‌الزمان فروزانفر، شیراز، انتشارات داستانسرا، ۱۳۷۳
- پردگیان خیال به همراه دکتر محمد رضا شفیعی کدکنی، مشهد، ۱۳۸۴
- فرهنگ اساطیر و داستان‌واره‌ها در ادبیات فارسی، تهران، انتشارات فرهنگ معاصر، ۱۳۸۶ (برندهٔ دومین جشنواره بین‌المللی فارابی)[۵][۶]
- یادنامه ابوالفضل بیهقی، انتشارات دانشگاه فردوسی مشهد، چاپ چهارم، ۱۳۸۶
- تاریخ الادب الفارسیه المعاصر، ترجمهٔ ندی حسون، دمشق، ۲۰۰۵[۲]
- تاریخ بیهقی با همکاری مهدی سیدی، انتشارات سخن ۱۳۸۸(برگزیدهٔ بیست و هشتمین دورهٔ کتاب سال جمهوری اسلامی ۱۳۸۹)
- از پاژ تا دروازه رزان، تهران، انتشارات سخن ۱۳۸۸(کتاب تشویقی انجمن قلم ایران ۱۳۶۹)
- زین دایره مینا (گشت و گذارهای فرهنگی)، تهران، انتشارات سخن ۱۳۸۸
- ارج نامه غلامحسین یوسفی، تهران، میراث مکتوب ۱۳۸۸
- دیبای زربفت (گزیدهٔ تاریخ بیهقی)، تهران، انتشارات سخن، ۱۳۸۹
- دیبای دیداری (متن کامل تاریخ بیهقی با توضیح)، تهران، انتشارات سخن ۱۳۹۰
- خرد بر سر جان (نامگانهٔ دکتر احمد علی رجایی بخارایی)، تهران، انتشارات سخن ۱۳۹۱

## افتخارات
- بنیان‌گذاری و مدیریت گروه فرهنگ و ادب بنیاد پژوهشهای اسلامی آستان قدس رضوی، ۱۳۶۳
- تأسیس مرکز خراسان‌شناسی و انتصاب به عنوان مدیر عامل این مؤسسه، ۱۳۷۵
- برندهٔ جایزهٔ کتاب سال جمهوری اسلامی ایران (برای «فرهنگ نامهٔ قرآنی»)، ۱۳۷۵
- برندهٔ جایزهٔ پژوهش برتر پنجمین نمایشگاه علوم قرآنی (برای «تفسیر ۲۰ جلدی ابوالفتوح رازی»)، ۱۳۷۶
- انتخاب به عنوان استاد نمونهٔ کشوری و دریافت لوح تقدیر در سال ۱۳۷۸
- دریافت لوح تقدیر از رئیس مجلس به مناسبت انتخاب وی به عنوان مؤلف برتر کتب درسی ۱۳۷۶
- دریافت لوح تقدیر از جهاد دانشگاهی کشور به مناسبت انتخاب وی به عنوان استاد راهنمای برتر کشور ۱۳۸۷
- برندهٔ جایزهٔ دومین جشنواره بین‌المللی فارابی (برای کتاب «فرهنگ اساطیر و داستان‌واره‌ها در ادب فارسی»)، تهران ۱۳۸۷
- برندهٔ جایزهٔ چهارمین جشنواره بین‌المللی فارابی (برای «تصحیح و گزارش تاریخ بیهقی»)، تهران، اول آبان ۱۳۸۹
- برگزیده دومین دوره جایزه علمی علامه طباطبایی بنیاد ملی نخبگان ۱۳۹۱
- برنده جایزه البرز در سال ۱۳۹۶ به عنوان دانشمند برتر[۷][۸]

به پاس خدمات ارزشمند ایشان مراسم تکریمی به همت بنیاد نخبگان استان خراسان رضوی و دانشگاه فردوسی مشهد در سال ۱۳۹۷ با حضور جمعی از اساتید دانشگاه، دانشجویان و مستعدین برتر برای ایشان برگزار شد.